# Clematis courtoisii
Clematis courtoisii är en ranunkelväxtart som beskrevs av Hand.-mazz.. Clematis courtoisii ingår i släktet klematisar, och familjen ranunkelväxter. Inga underarter finns listade i Catalogue of Life.